# Espera (filme)
Espera é um documentário brasileiro de 2018, dirigido por Cao Guimarães, que tem como tema a espera, registrando-a em suas mais variadas manifestações.
O filme foi um dos longa-metragens brasileiros selecionados para a 23ª edição do festival brasileiro É Tudo Verdade, realizado nas cidades de São Paulo e no Rio de Janeiro em 2018.